# Heléne Lööw
Annika Heléne Freyholtz Lööv, född 17 augusti 1961 i Uddevalla församling, Göteborgs och Bohus län, är en svensk historiker och ämbetsman.
Lööw var chef för Forum för levande historia 2003–2006, varefter hon arbetade på regeringskansliet. Hon arbetar vid Uppsala universitet och dess Centrum för polisforskning.
Lööw disputerade vid Historiska institutionen vid Göteborgs universitet 1990 på avhandlingen Hakkorset och Wasakärven. Hon har specialiserat sig på nazism i Sverige.

## Utmärkelser och priser
- 3 december 2015: Stora historiepriset[6]
- 29 januari 2016: Martin H:son Holmdahl-stipendiet[7][8]
- 2017: Årets väckarklocka
- 2021 Lotten von Kræmers pris